# Treskaveț, Tărgoviște
Treskaveț (în bulgară Трескавец) este un sat în comuna Antonovo, regiunea Tărgoviște,  Bulgaria. 

## Demografie
Componența etnică a satului Treskaveț
     Turci (96,75%)
     Bulgari (2,05%)
     Nicio identificare (1,19%)
     Altele (0%)
La recensământul din 2011, populația satului Treskaveț era de 585 locuitori. Din punct de vedere etnic, majoritatea locuitorilor (96,75%) erau turci, cu o minoritate de bulgari (2,05%). Pentru 1,19% din locuitori nu este cunoscută apartenența etnică.